# Józef Adamek (piłkarz)
Józef Janusz Adamek (ur. 21 lutego 1900 w Krakowie, zm. 1 października 1974 tamże) – polski piłkarz występujący na pozycji pomocnika lub napastnika, reprezentant Polski w latach 1924–1930.

## Życiorys

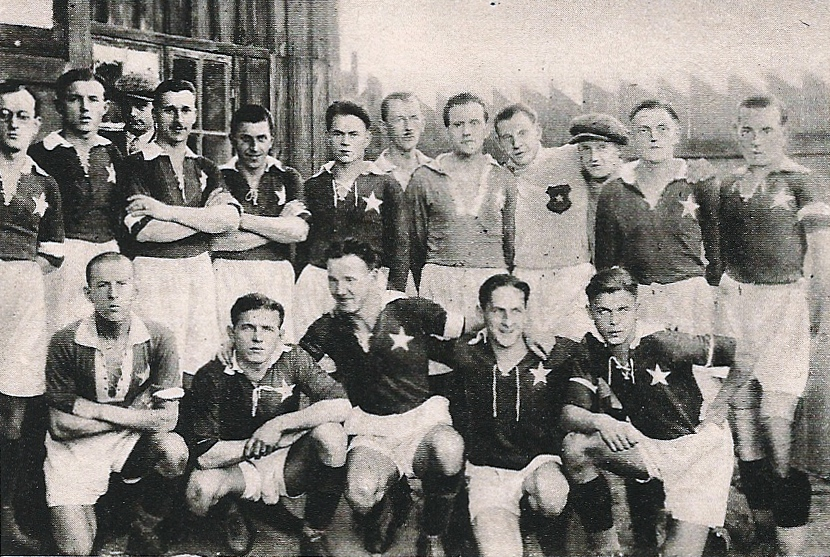
Wisła Kraków w 1927 roku, Adamek czwarty z lewej w górnym rzędzie

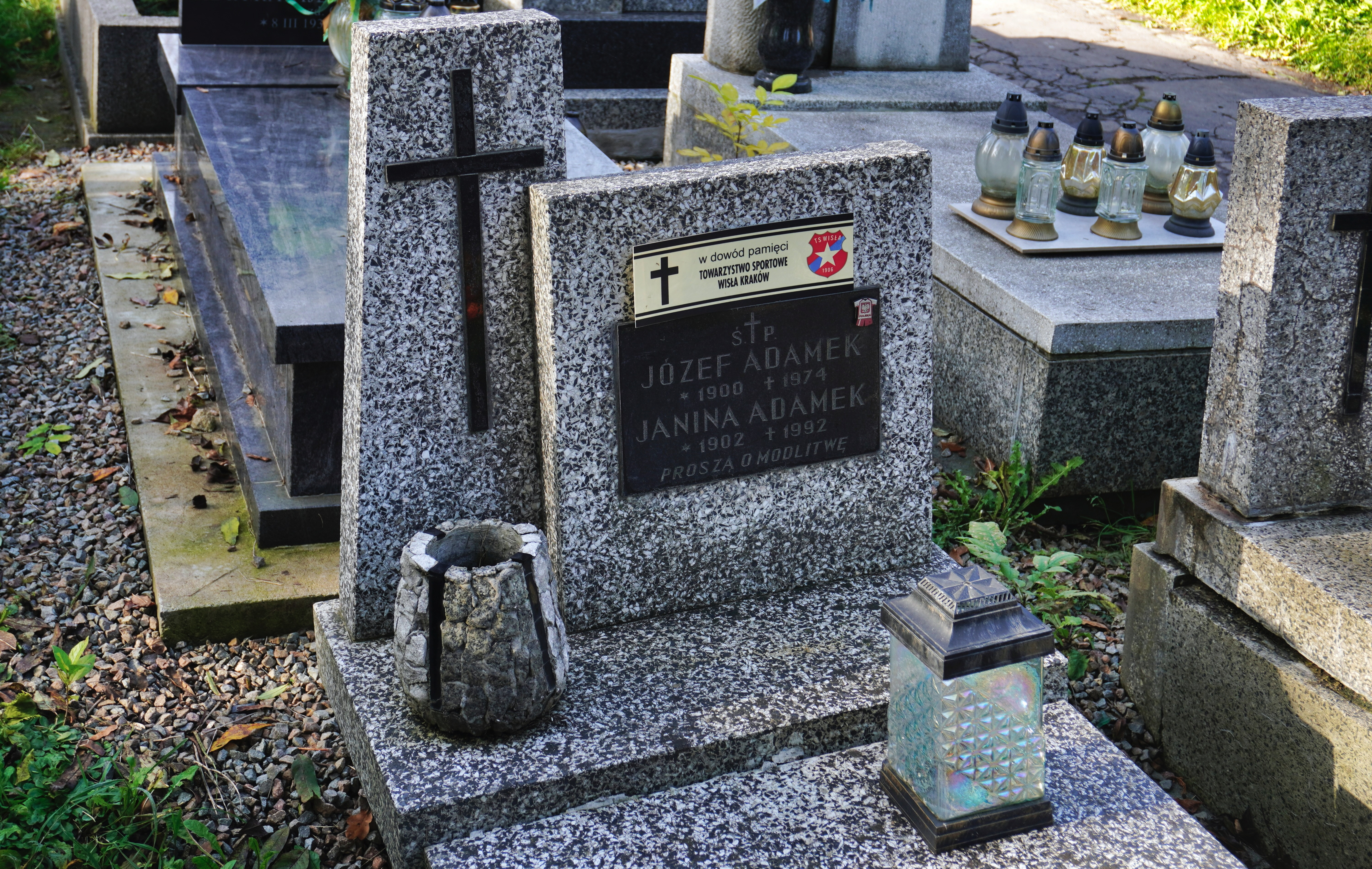
Grób Józefa Adamka na cmentarzu Rakowickim w Krakowie

Urodził się 21 lutego 1900 w Krakowie, w rodzinie Jana, z zawodu maszynisty, i Józefaty. Miał dwie siostry: Stefanię (ur. 1902) i Annę (ur. 1906), które były zawodniczkami sekcji lekkoatletycznej TS Wisła.
Przed II wojną światową pracował jako urzędnik skarbowy w Krakowie.
Był mężem Janiny (1902–1992).
Zmarł 1 października 1974 w Krakowie, pochowany na cmentarzu Rakowickim (kwatera L-49-19).

## Kariera klubowa
Był wychowankiem Wisły Kraków i jej barwy reprezentował przez całą karierę. Debiutował w 1919 roku. Grał w finałach mistrzostw Polski, a później w lidze. Dwukrotnie zdobył tytuł mistrza Polski (1927, 1928), triumfował także w premierowej edycji Pucharu Polski w 1926. Sportową karierę zakończył w 1933 roku.

## Kariera reprezentacyjna
W kadrze debiutował 10 czerwca 1924 w meczu ze Stanami Zjednoczonymi, ostatni raz zagrał w 1930. Łącznie w biało-czerwonych barwach rozegrał 9 oficjalnych spotkań i strzelił 2 bramki.

## Kariera trenerska
Jako szkoleniowiec prowadził Fablok Chrzanów, KS Chełmek, Związkowca Kraków oraz Victorię Jaworzno. Pracował również jako trener młodzieży w Wiśle Kraków.

## Sukcesy
Wisła Kraków
- mistrzostwo Polski: 1927, 1928
- Puchar Polski: 1925/26

## Odznaczenia
- Brązowy Krzyż Zasługi (19 marca 1931)[1]
- Złota Odznaka „Za Pracę Społeczną dla miasta Krakowa” (12 stycznia 1970)[3]